# Landlust

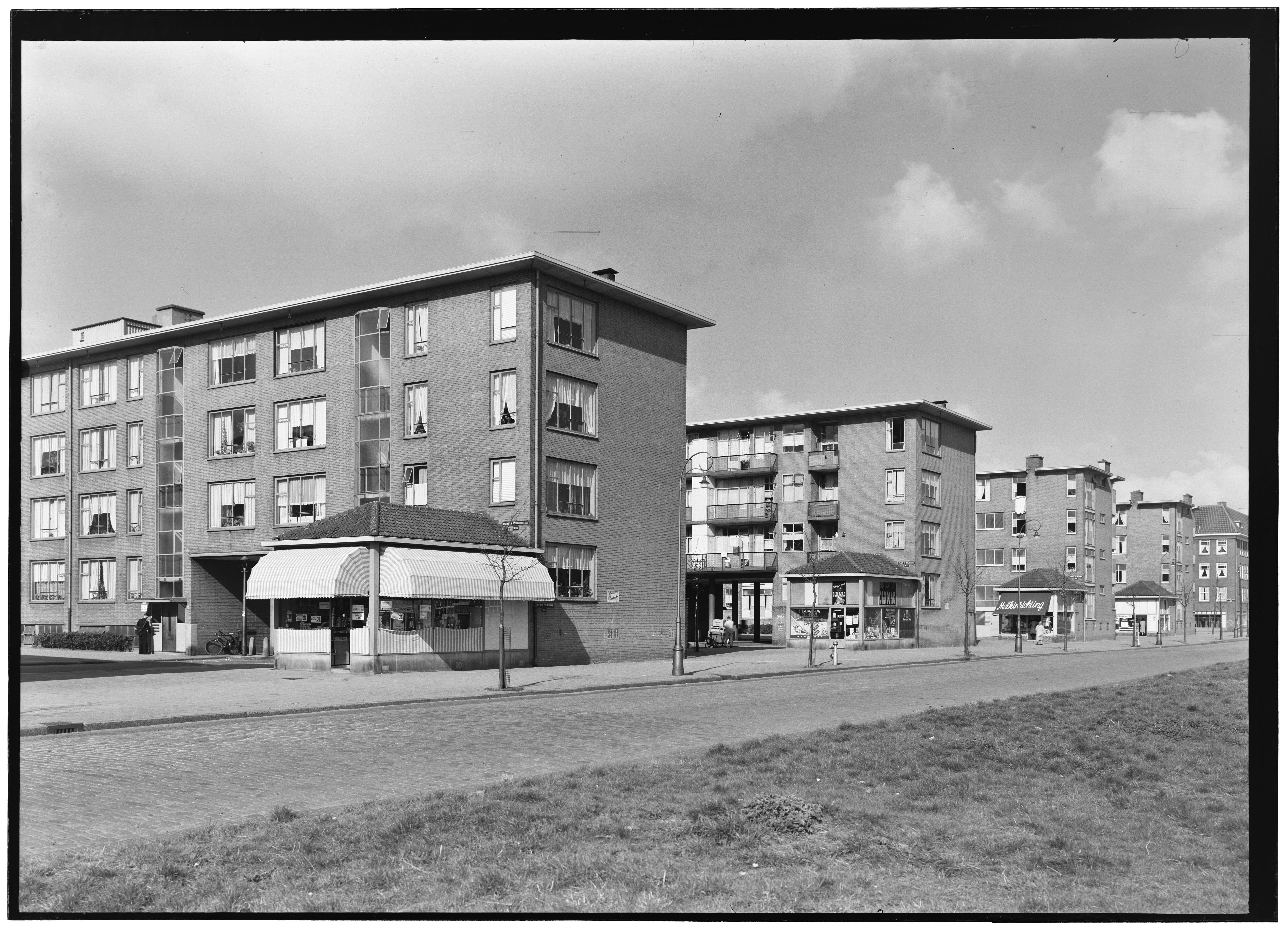
Strokenbouw langs de Willem de Zwijgerlaan, bij Charlotte de Bourbonstraat; 1953.

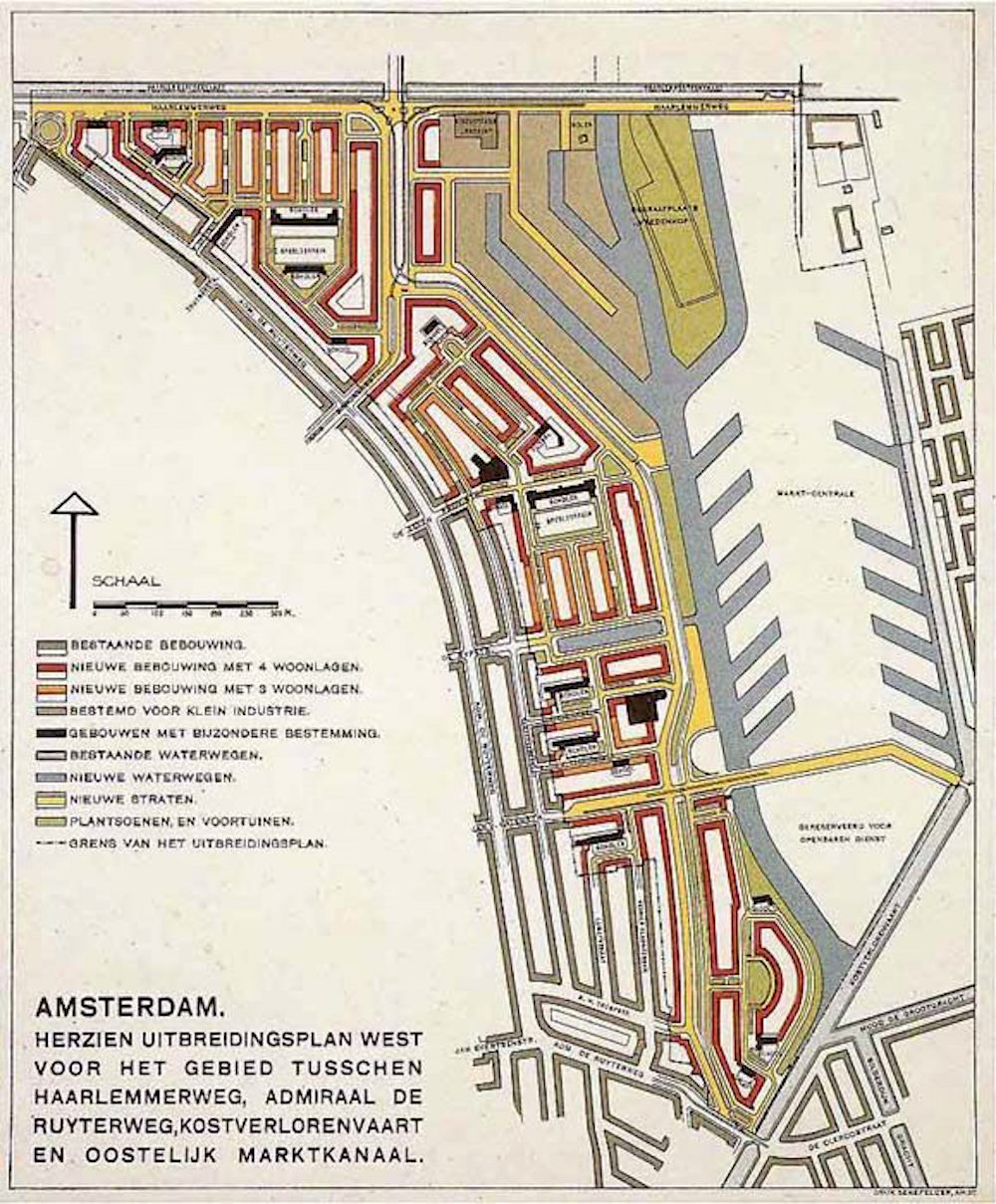
Plan Landlust 1931 in de eerste versie, nog volledig met gesloten bouwblokken.

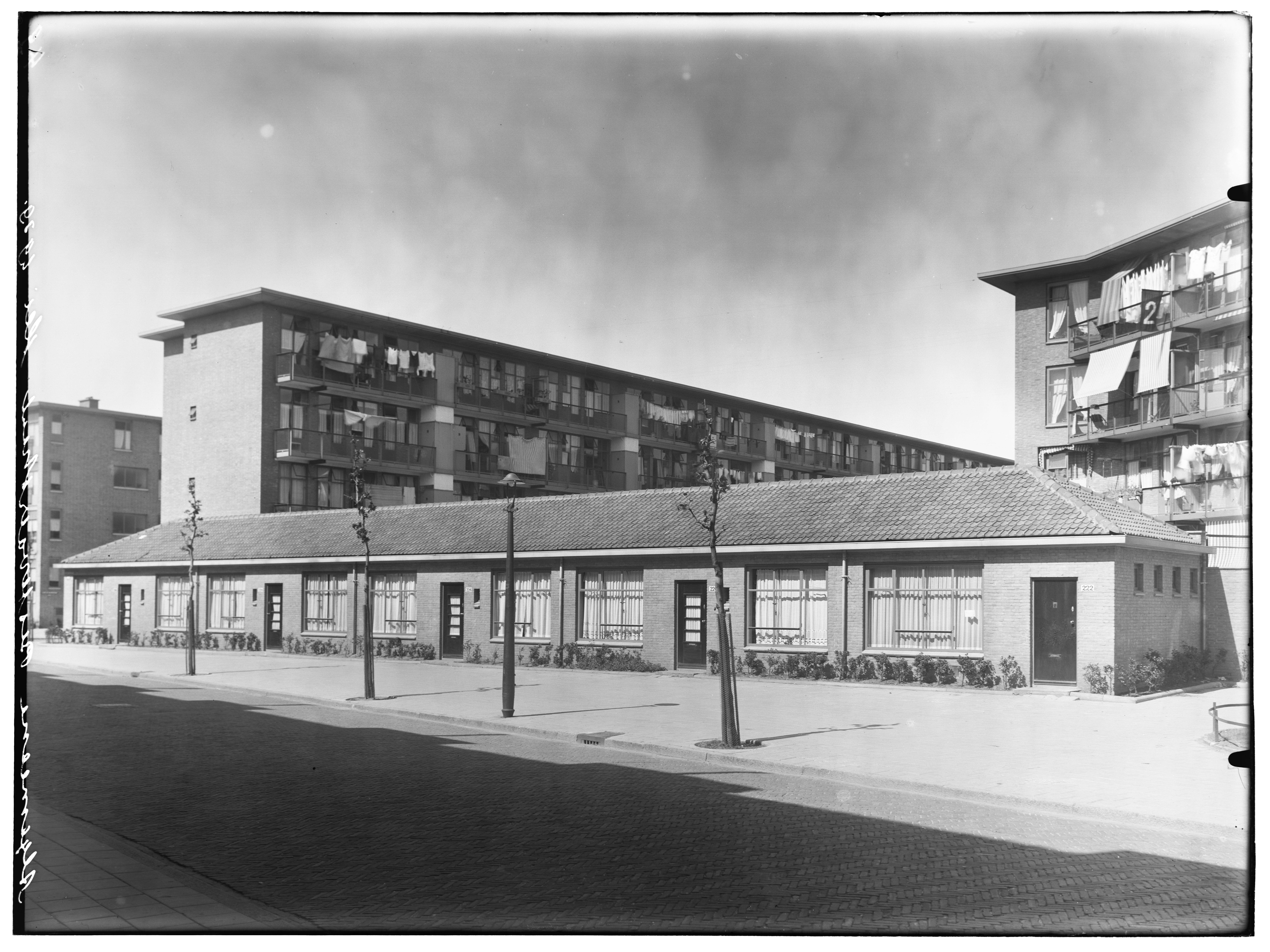
Strokenbouw met lage bejaardenwoningen bij de Bestevâerstraat; 1939.

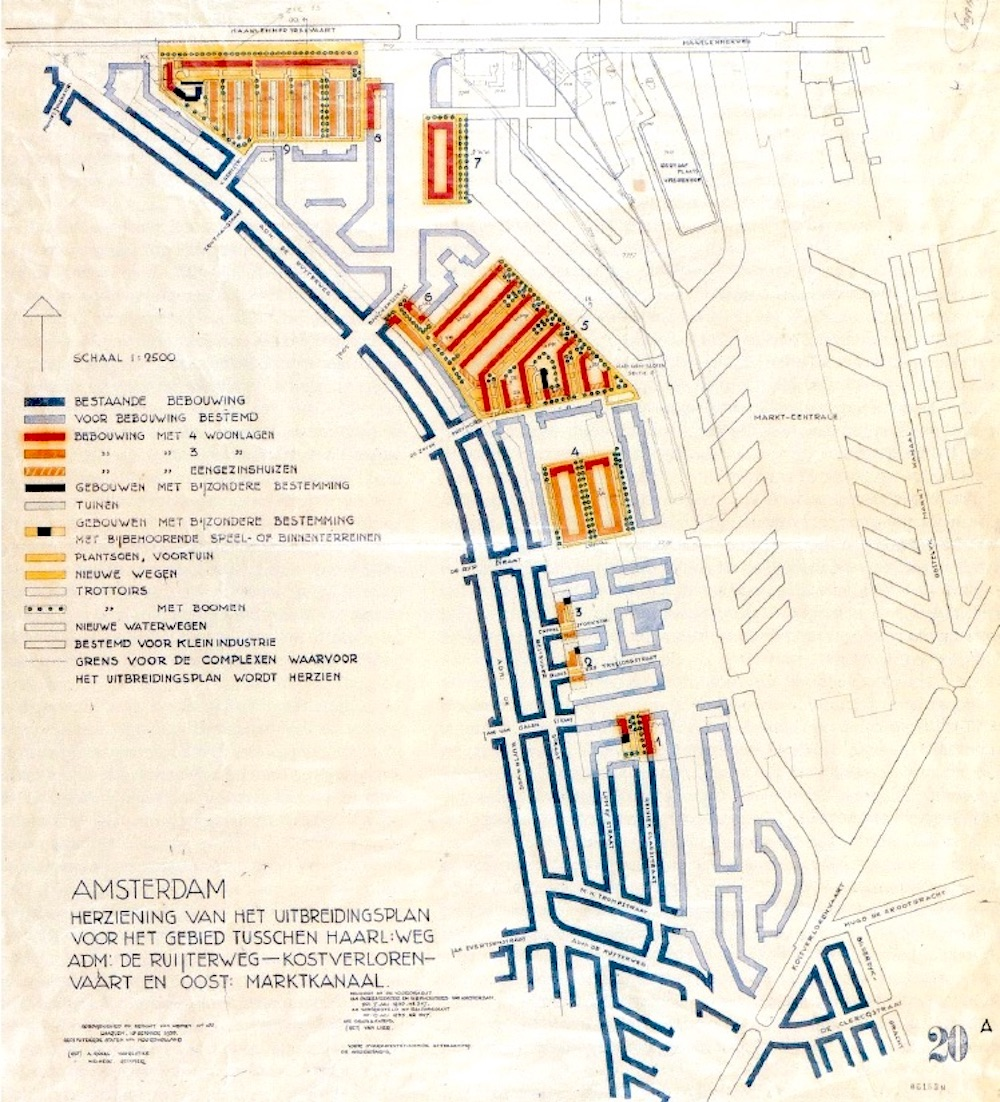
Plan Landlust 1933 na wijziging, met toevoeging van strokenbouw.

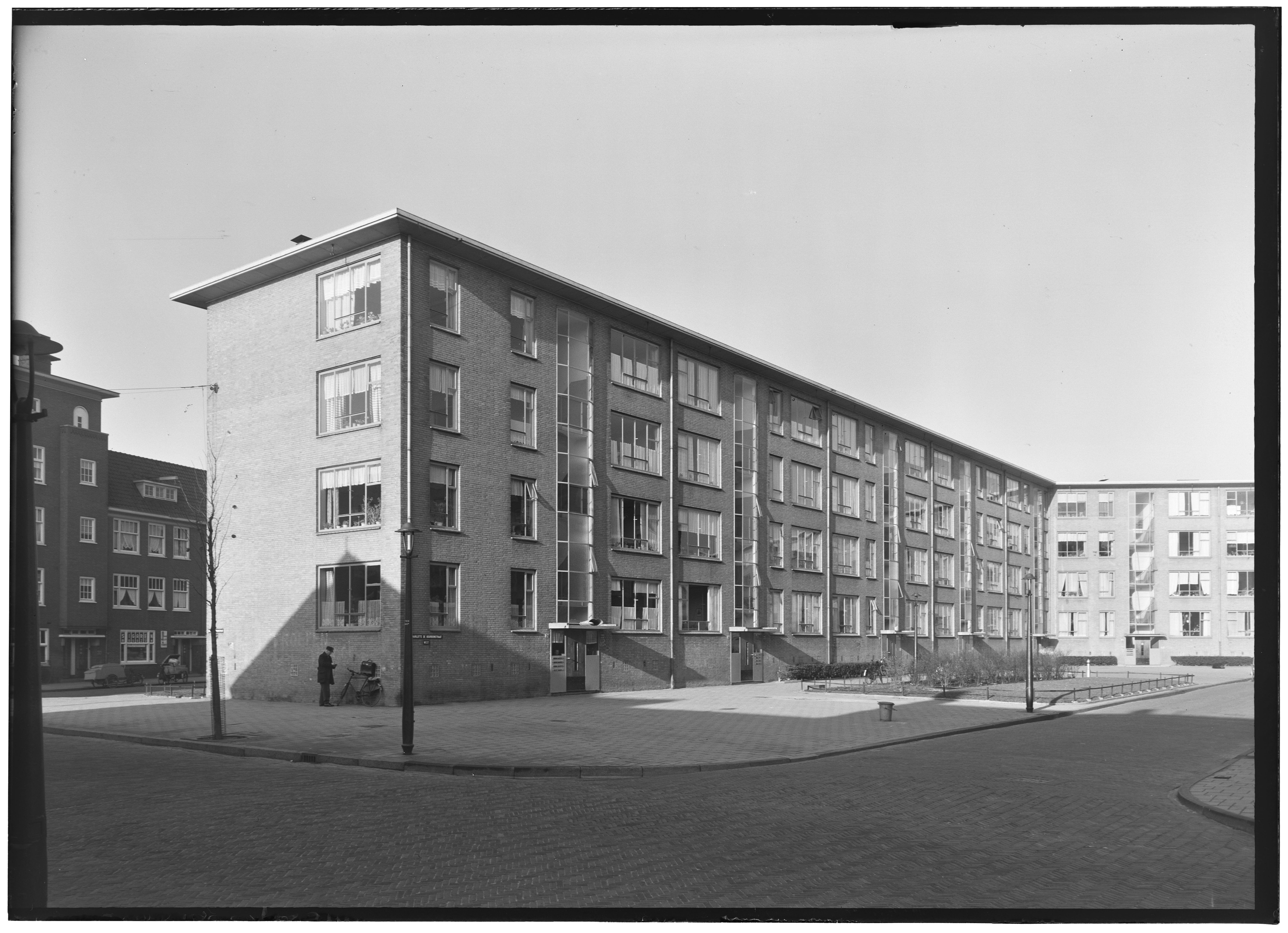
Strokenbouw aan de Charlotte de Bourbonstraat; 1949.

Landlust is een buurt in stadsdeel Amsterdam-West. Het betreft het gedeelte van Bos en Lommer ten oosten van de Admiraal de Ruijterweg. De naam komt van een voormalige boerderij aan de Haarlemmerweg. Langs het tracé van de in 1904 geopende Tramlijn Amsterdam - Haarlem - Zandvoort, de Admiraal de Ruijterweg, was er al sinds 1908 bebouwing. In 1927 werd gestart met het bouwrijp maken van het poldergebied ten oosten van deze weg.
Het eerste plan voor de buurt dateerde uit 1930 en werd vastgesteld in 1931. Dit kreeg de naam Plan Landlust en betrof echter een groter gebied, namelijk de strook vanaf de Wiegbrug naar het noorden, tussen de Kostverlorenvaart en de Admiraal de Ruijterweg, tot aan de Haarlemmerweg. Onderdeel van dat plan was ook de bouw van het complex van de Centrale Markthallen, tussen het Oostelijk en Westelijk Marktkanaal. Het Plan Landlust werd doorsneden door de hoofdstraten Jan van Galenstraat en de Willem de Zwijgerlaan. In de omgeving van de De Rijpgracht werden rond 1933 nog traditionele gesloten bouwblokken toegepast.
Het Plan Landlust is een van de eerste stedenbouwkundige plannen waarin de ideeën van Cornelis van Eesteren voor de modere stedenbouw werden uitgewerkt. Het in 1933 vastgestelde uitbreidingsplan liep vooruit op het in 1935 vastgestelde Algemeen Uitbreidingsplan dat in 1939 bij Koninklijk Besluit van kracht werd. De wijk Landlust werd gebouwd tussen 1933 en 1940.
Dit is de eerste Amsterdamse buurt waar naast de gebruikelijke gesloten bouwblokken ook strokenbouw werd toegepast volgens het principe van het nieuwe bouwen, met de architect Ben Merkelbach als een der pioniers. Tussen de Juliana van Stolbergstraat en de Zeven Provinciënstraat (sinds1946 Karel Doormanstraat) werden de aanvankelijk geplande gesloten bouwblokken in 1933 bij een wijziging van het Plan Landlust als gevolg van gewijzigde inzichten vervangen door strokenbouw. Deze woningen werden gebouwd in 1937-1938.
Ook de Gibraltarbuurt dateert uit deze periode, met deels gesloten bouwblokken en deels strokenbouw, de Keesmanblokken (tussen de Gibraltarstraat, Kijkduinstraat en Solebaystraat).
Het zuidelijk deel van het Plan Landlust, nabij de Wiegbrug, werd in 1937 en 1939 gewijzigd om de bouw van het zuidelijke deel van Geuzenhof II en Oranjehof mogelijk te maken.
In de jaren veertig werd hierop verder voortgeborduurd in de Erasmusparkbuurt, het deel van Bos en Lommer ten westen van de Admiraal de Ruijterweg.
Volgens de wijkindeling van 1962 lag de zuidelijke begrenzing van Bos en Lommer langs de Admiraal de Ruijterweg en Jan Evertsenstraat. De Centrale Markthallen behoorden voortaan bij Oud-West.
Bij de instelling van de stadsdelen in 1990 werd het gedeelte ten zuiden van de Jan van Galenstraat ingedeeld bij stadsdeel De Baarsjes, het gedeelte ten noorden van deze straat werd onderdeel van stadsdeel Bos en Lommer. Sindsdien wordt de buurt Landlust aan de noordkant begrensd door de Haarlemmerweg, aan de oostkant door het Westelijk Marktkanaal, aan de zuidkant door de Jan van Galenstraat en in het westen door de Admiraal de Ruijterweg.
In Landlust zijn de straatnamen genoemd naar zeeslagen, zeehelden en naar vorstelijke personen verwant aan het Willem de Zwijger. De belangrijkste straat is de Willem de Zwijgerlaan.
Sinds 2014 wordt ook de na 1940 ten westen van de Admiraal de Ruijterweg gebouwde Gulden Winckelbuurt, sinds 2015 Bosleeuw, tot Landlust gerekend. Ook hier is strokenbouw toegepast.

## Fotogalerij

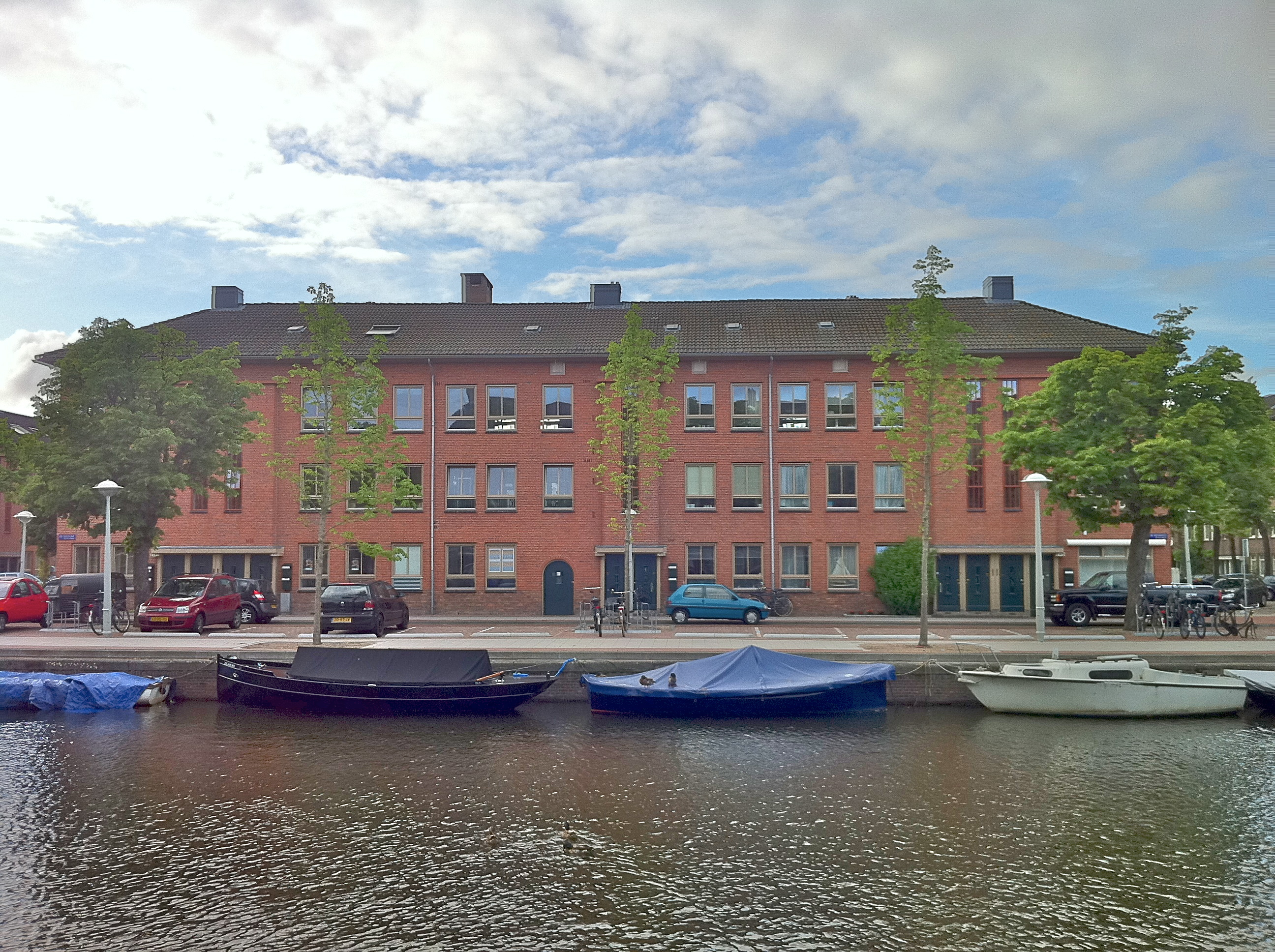
Woningen aan de De Rijpgracht.
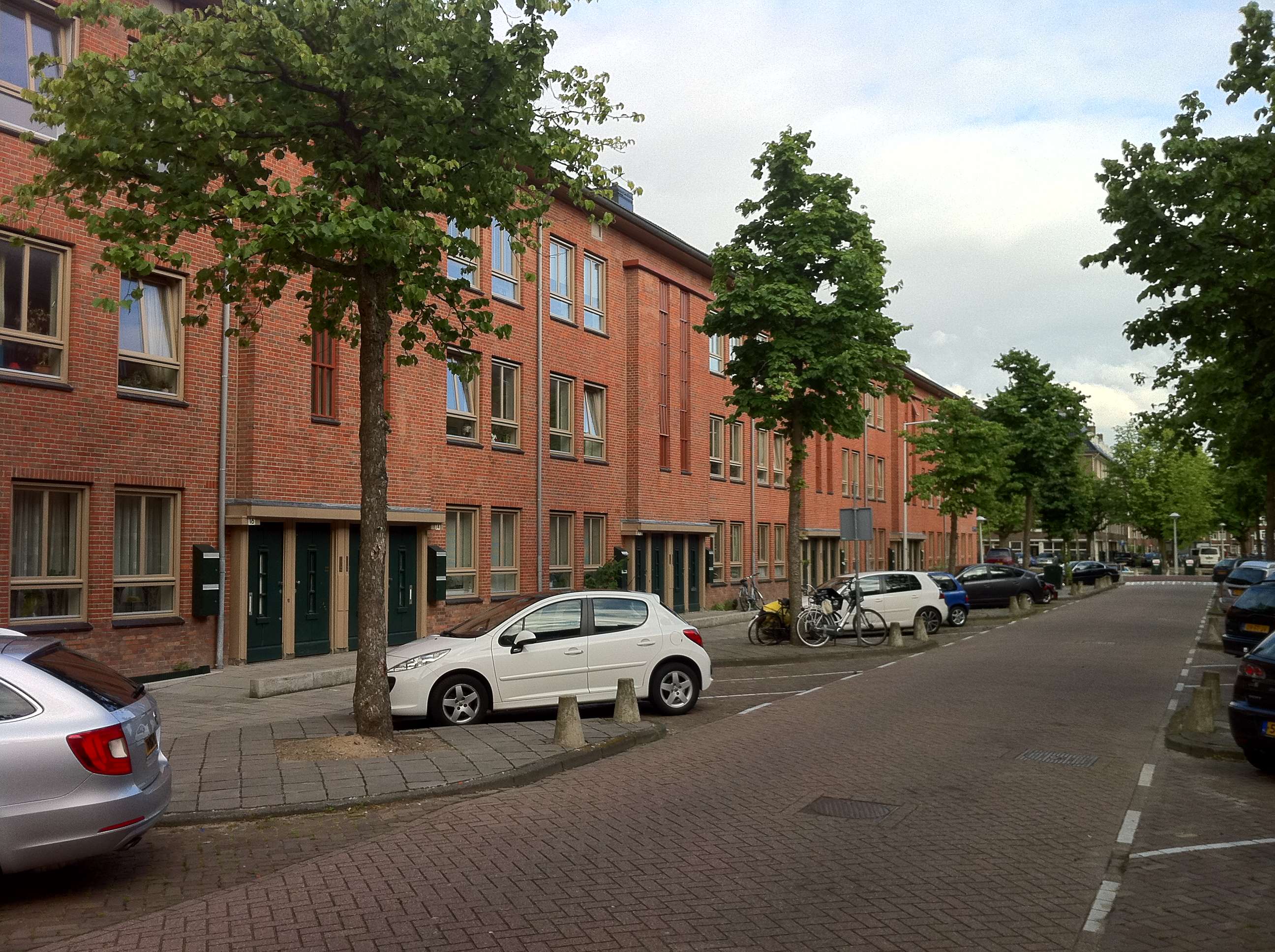
Joris van Andringastraat.
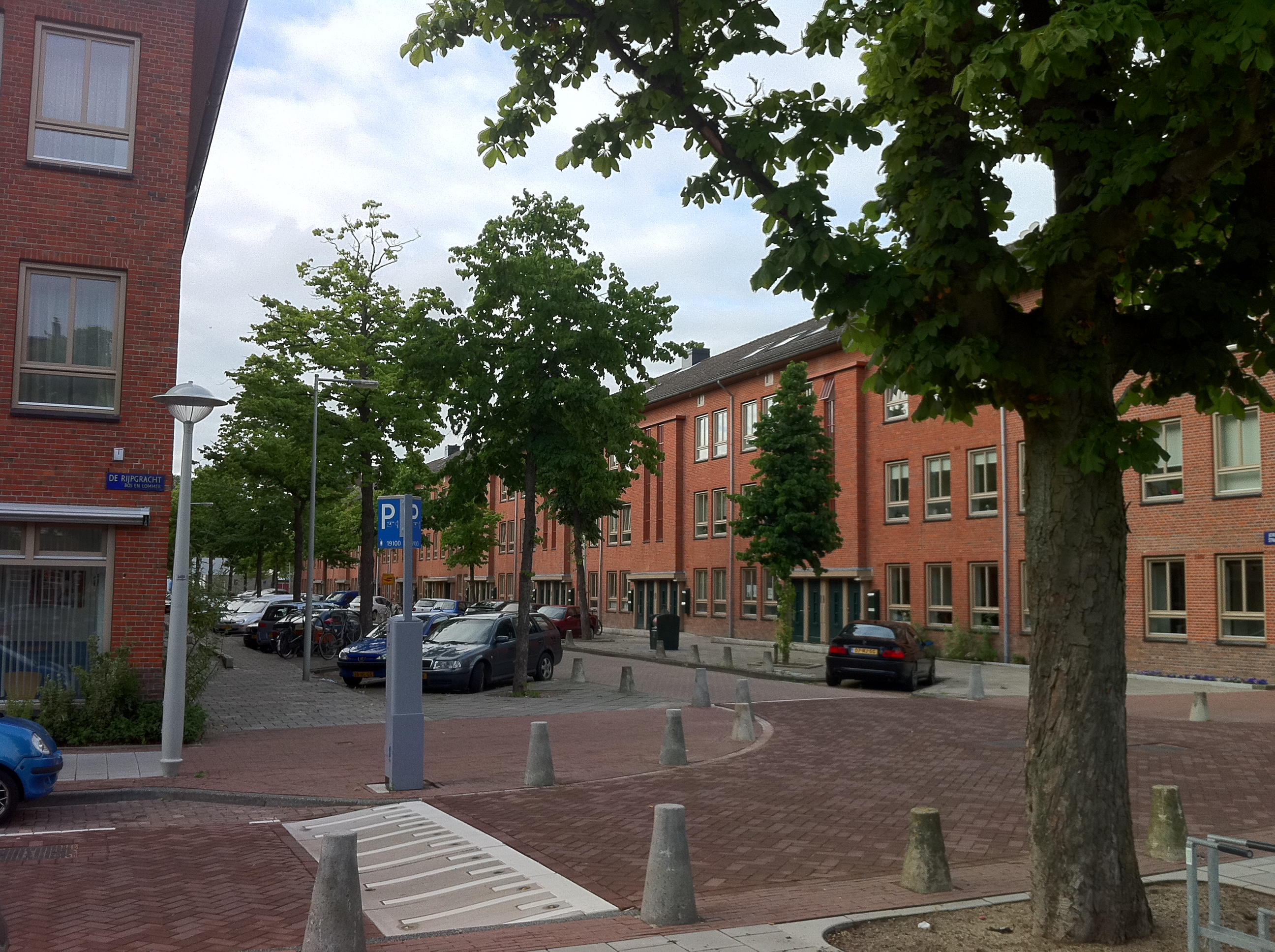
Sociale woningbouw in Landlust-Zuid.
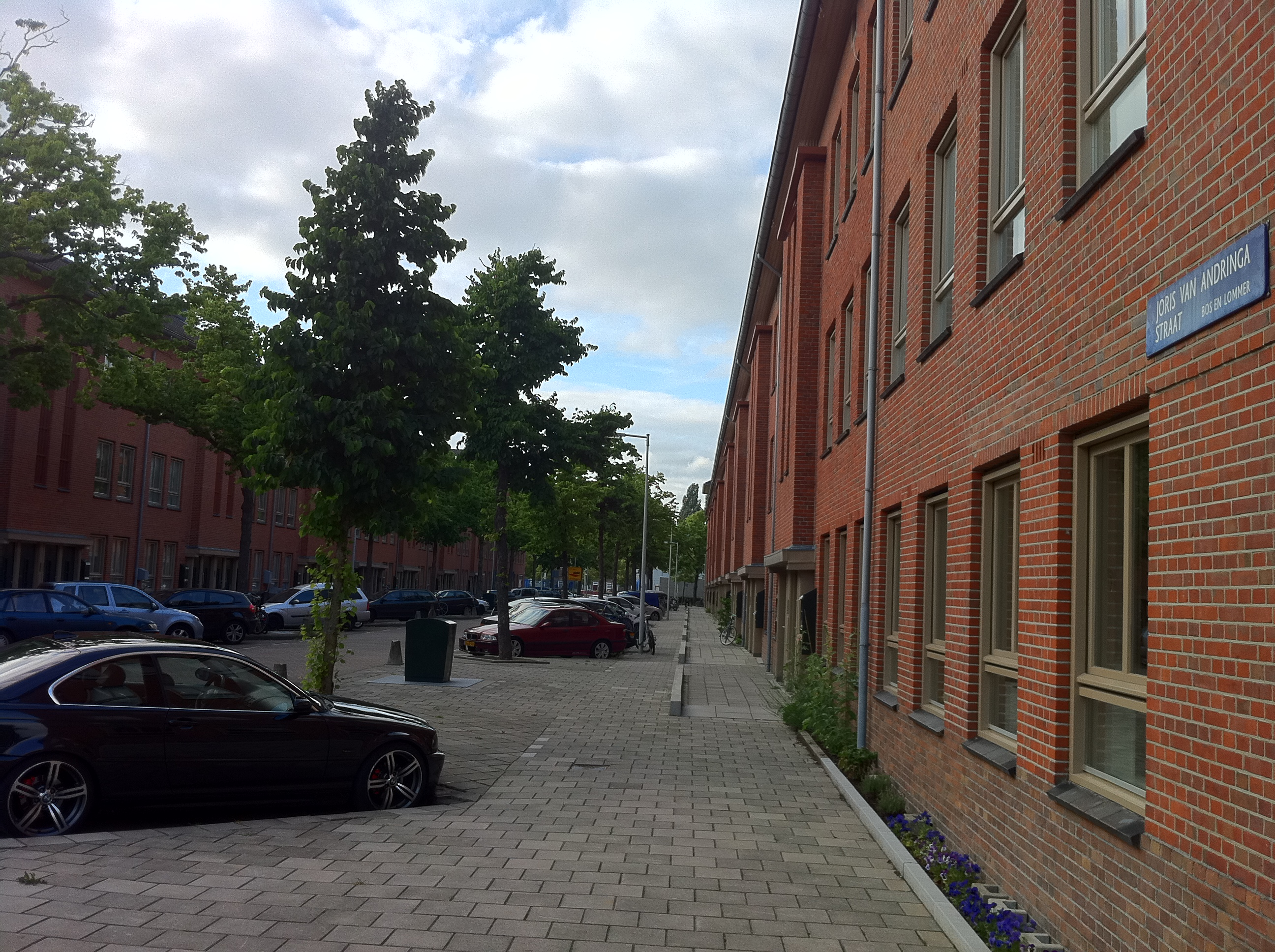
Architectuur uit 1934, gebouwd door Zomers Buiten in Landlust-Zuid.
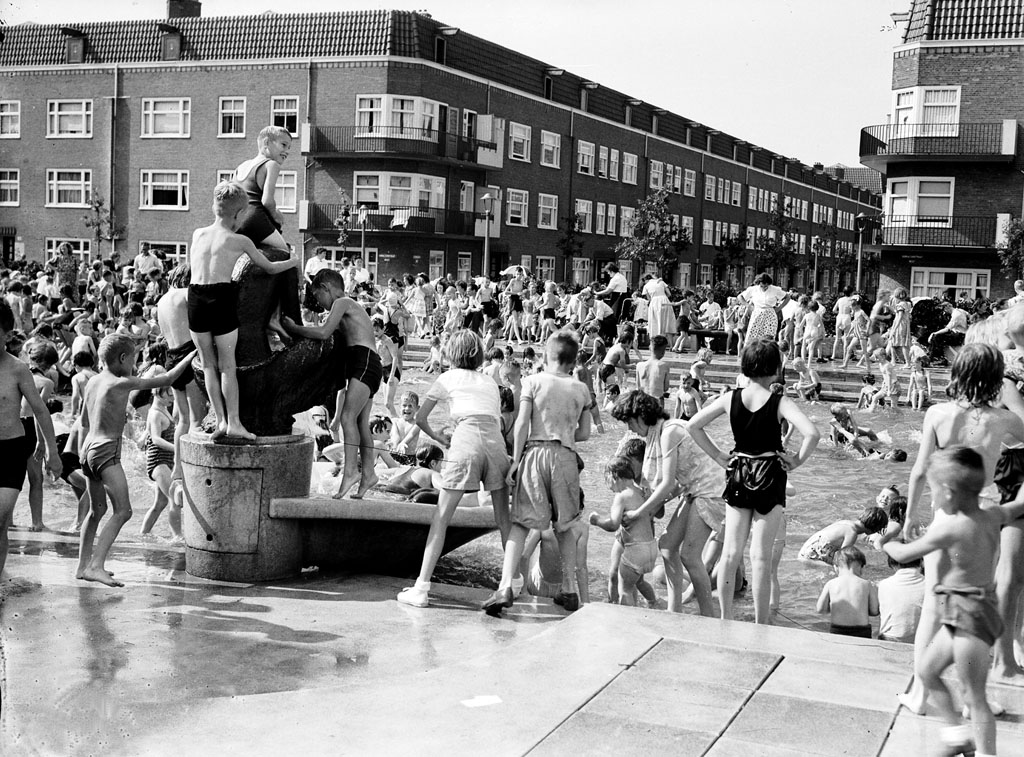
Zwemdrukte in de Solebaystraat, bij het Gribraltarbadje; 16 juni 1953.
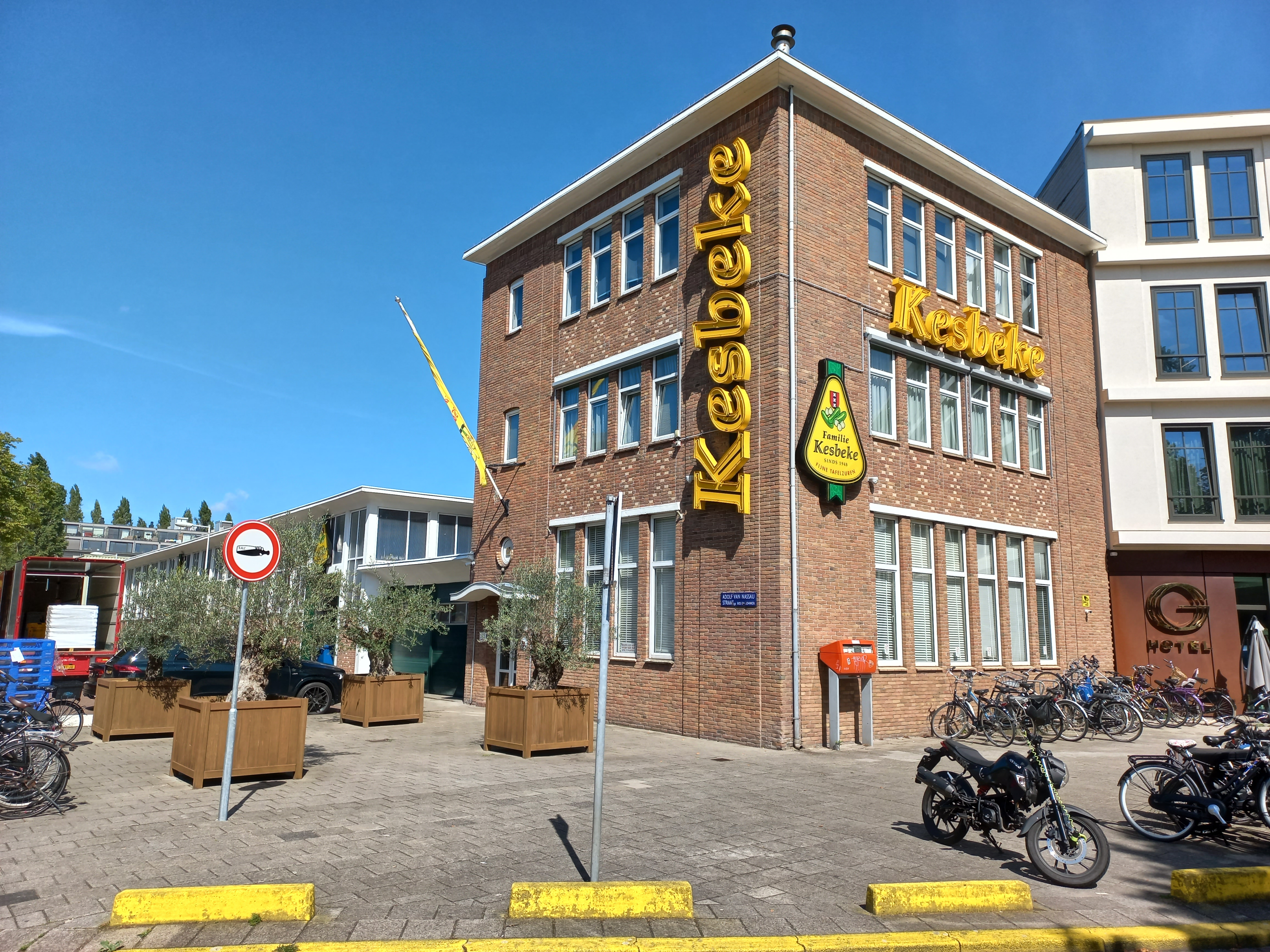
Fabrikant van tafelzuren Kesbeke aan de Adolf van Nassaustraat; 2023.